# 蕉木
蕉木（学名：Meiogyne hainanensis），又名山蕉，为番荔枝科鹿茸木属下的一个种。其种加词“hainanensis”意为“海南的”。果形似香蕉而得名。